# We Believe
We Believe – ballada rockowa autorstwa Briana Maya, Rogera Taylora i Paula Rodgersa, którą muzycy nagrali pod szyldem Queen + Paul Rodgers. Piosenka wydana została jako czwarty singiel promocyjny, pochodzący z albumu The Cosmos Rocks. Mała płyta wydana została wyłącznie we Włoszech. Utwór zapisany został na specjalnej limitowanej płycie, której żywotność jest mocno ograniczona (acetate disc).

## Popularność we Włoszech
W lutym 2009 skrócona wersja „We Believe” znalazła się na 4. miejscu włoskiej listy przebojów, kompilowanej przez Virgin Radio Italia.

## Lista utworów
Źródło
1. „We Believe” (wersja z singla) – 3:42
2. „We Believe” (wersja z albumu) – 6:07